# Pauliteiros de Miranda

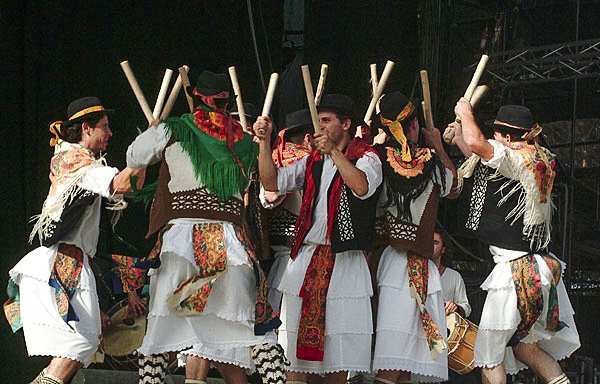
Presentación de pauliteiros en la Fiesta de Avante de 2005.

Los Pauliteiros de Miranda es el nombre dado a un grupo de hombres que bailan ritmos tradicionales de la Tierra de Miranda (Portugal).
Se trata de una danza guerrera característica de las Tierra de Miranda, llamada dança dos paus, representativa de momentos históricos locales acompañada con los sones de la gaita-de-foles, bombo y tiene la particularidad  de estar bailada únicamente por hombres, aunque recientemente se han incorporado mujeres.
Visten falda bordada y camisa de lino, un chaleco de pardo, botas de cuero, calcetines de lana y sombrero que puede estar adornado con flores y finalmente por dos palos con los que estos bailarines hacen una serie de diferentes pasos y movimientos coordinados.
El repertorio musical de la danza de los palos se llama lhazos, y está constituido por la música, el texto y la coreografía.
Se llaman pauliteiros pues utilizan palos para tocar con bailes